# Joseph de Raimondis d'Allons
 (mai 2020).
Si vous disposez d'ouvrages ou d'articles de référence ou si vous connaissez des sites web de qualité traitant du thème abordé ici, merci de compléter l'article en donnant les références utiles à sa vérifiabilité et en les liant à la section « Notes et références ».
Joseph-Louis de Raimondis, seigneur d'Allons, né à Draguignan le 11 août 1723 et mort à Lorgues le 1er février 1801, est un officier de marine et aristocrate français. Il combat dans la Marine royale pendant les principaux conflits qui impliquent le royaume de France, sous les règnes de Louis XV et de Louis XVI. Il termine sa carrière avec le grade de chef d'escadre, et commandeur de l'ordre de Saint-Louis.

## Biographie

### Origines et famille
Joseph de Raimondis d'Allons descend de la famille de Raimondis (ou Raymondis ou Raymond), seigneur d'Allons, une famille bourgeoise qui parvient à se faire passer pour noble en 1668 (contrairement à la famille de Raymondis d'Eoux à la noblesse ancienne et avérée),.
Son père, Honoré-Emmanuel de Raimondis, seigneur d'Allons, occupait la fonction de lieutenant général civil et criminel de la sénéchaussée de Draguignan. Sa mère, Mari-Lucrèce, appartenait à la famille noble de Martineng. Bien que d'origine bourgeoise, ses aïeux sont parvenus à contracter des alliances avec les plus grandes familles de la noblesse provençale. Ainsi, sa grand-mère paternelle est une Glandevès et son arrière-grand-mère paternelle une Villeneuve, qui fourniront chacune plusieurs officiers généraux à la Marine du Roi.

### Carrière dans la Marine royale

#### Jeunesse et débuts pendant la Guerre de Succession d'Autriche
On ignore où Joseph-Louis fait ses études, si toutefois il en a fait, car dès ses 21 ans on le trouve dans le port de Toulon où il sert en qualité de novice à bord du Terrible, vaisseau de 74 canons.

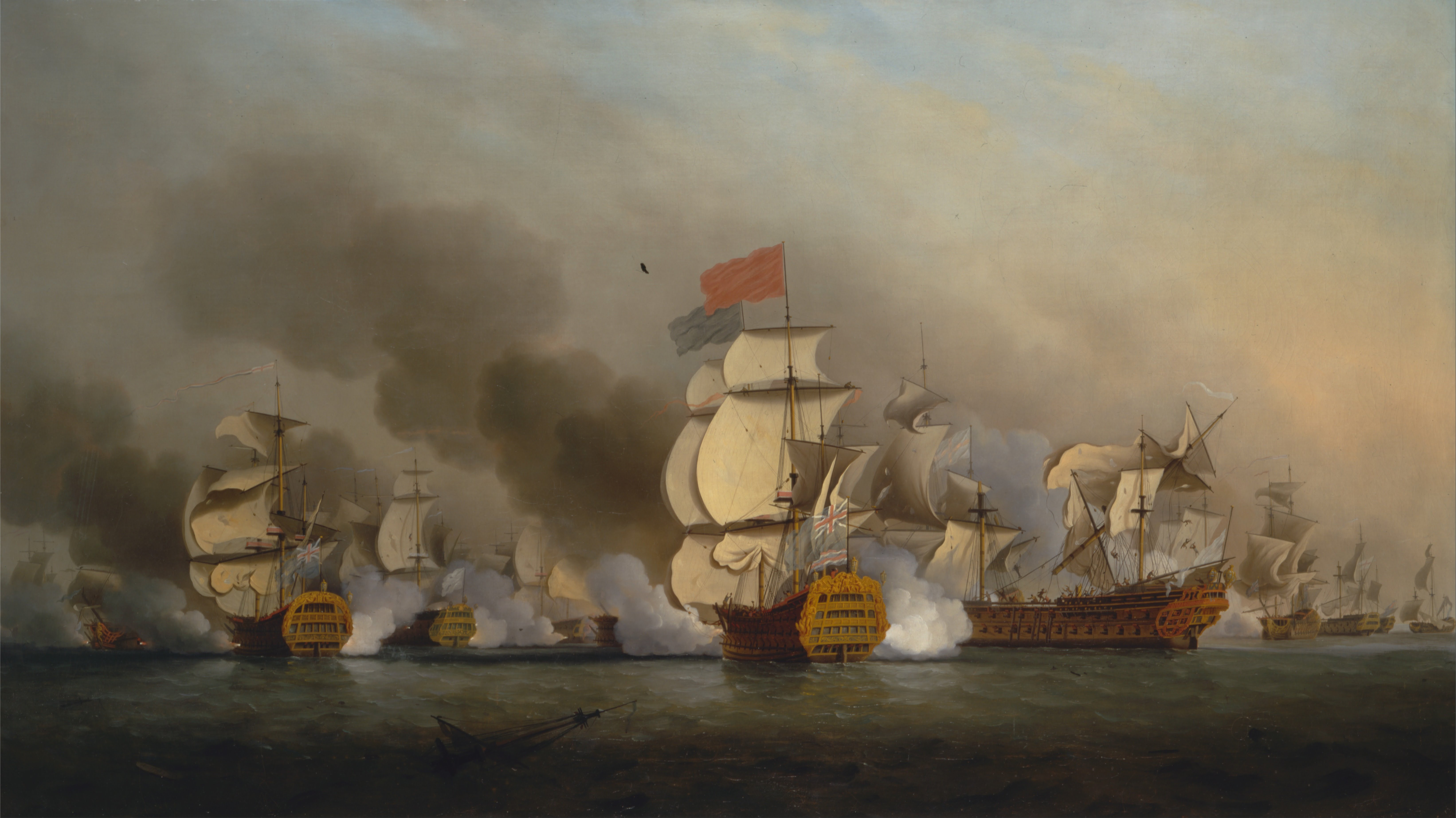
Bataille du cap Finisterre (1747).

En mars 1747, Joseph-Louis de Raimondis embarque sur la frégate L’Émeraude, comme enseigne de vaisseau. En octobre de la même année, il sert sur le Tonnant sous les ordres du chef d'escadre des Herbier de l'Estenduère. Il participe à la Bataille du cap Finisterre et y reçoit deux blessures. Il débarque à Brest, où le 1er avril 1748, il est nommé brigadier du détachement du port.
En janvier 1751, Raimondis est de nouveau affecté à Toulon. Le 25 août, le capitaine de Castellane-La Vallette le choisit pour lieutenant. Il embarque alors pour une croisière dans en mer des Antilles. À la Guadeloupe, combat deux navires un hollandais, très supérieur en canons et en équipage, et les met en fuite.
Maximin de Bompar, gouverneur général de la Martinique en rend compte au ministre de la Marine et Raimondis reçoit les félicitations de Louis XV et la promesse d'une nomination prochaine comme chevalier de Saint-Louis.

#### Guerre de Sept Ans
Pendant la guerre de Sept Ans, Raimondis sert sur un des vaisseaux de l'escadre du marquis de La Galissonière. Cette escadre part des îles d'Hyères le 12 avril 1756, transportant le maréchal de Richelieu et ses troupes, à destination de Minorque, dans le but de prendre l'île.
Une flotte anglaise sous les ordres de l'amiral Byng engage le combat à hauteur de Mahón contre l'escadre française, la lutte dure cinq heures et les Britanniques subirent un sérieux échec. Raimondis qui avait pris une part active à cette victoire, est placé à la tête d'une compagnie laissée en garnison au fort Saint-Philippe, à Minorque. En avril 1757, il reçoit à Mahón ses galons de lieutenant de vaisseau.

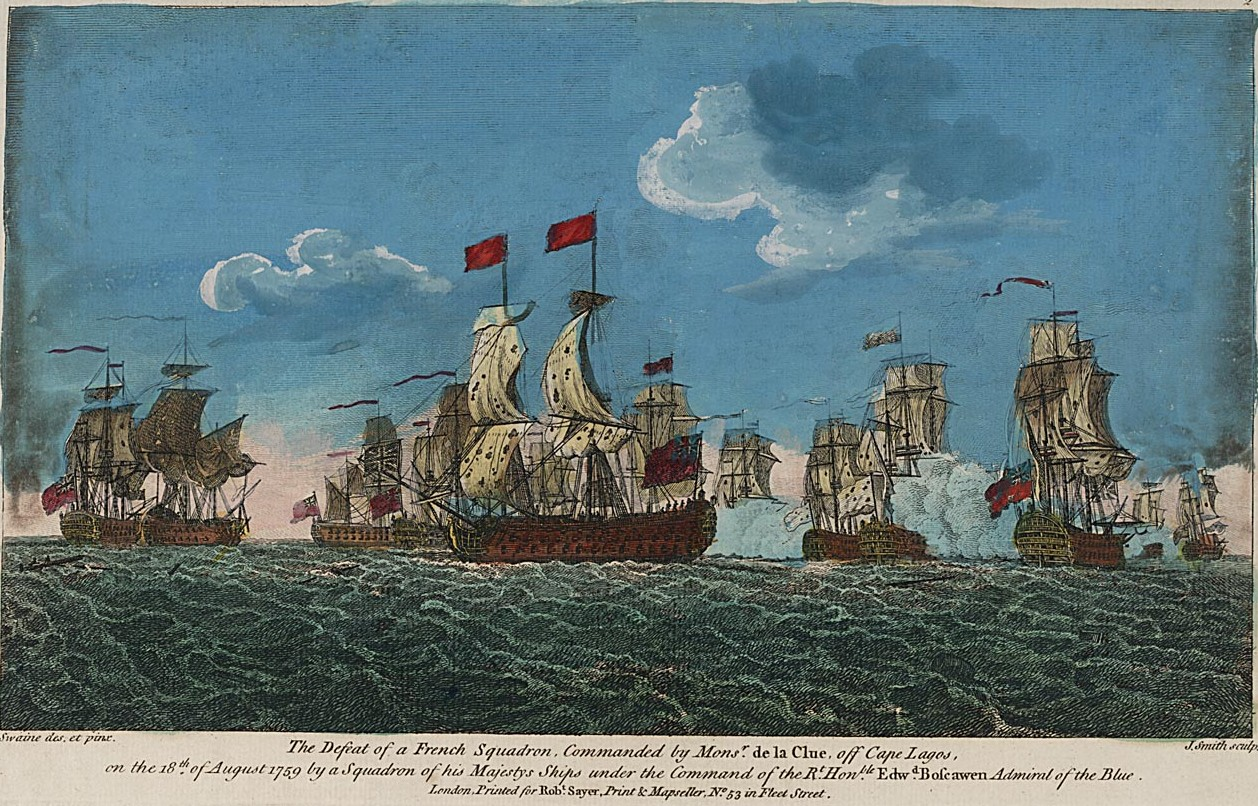
Bataille de Lagos en 1759 au large du Portugal. Défaite de l'escadre française de La Clue face à l'escadre anglaise de Boscawen.

En août 1759, Raimondis participe à la bataille navale de Lagos, ville de la côte sud du Portugal, avec l'amiral La Clue-Sabran. Il remplit bravement une périlleuse mission de pilotage de navire en difficulté, au cours de laquelle la plupart de ses compagnons trouvent la mort.
De 1760 à 1763, Raimondis navigue successivement sur L'Oiseau et sur Le Sagittaire de 50 canons, sous les ordres du comte de Brovès, son parent. Lors d'un court séjour à Toulon, il est nommé chevalier de Saint-Louis, le 19 mars 1763.
En guise de récompense pour une glorieuse action menée dans une expédition en Corse, le comte de Brovès, qui le tenait en grande estime, le propose au duc de Choiseul, ministre de la Marine, pour le commandement de nouveaux navires éclaireurs, dont la flotte venait d'être dotée.
Chef d'une escadrille composée de trois chebecs, de plusieurs felouques et bateaux corsaires, de Raimondis est appelé au blocus de Porto-Vecchio, en mai 1769. Le 14 juin, au matin, de Raimondis pénètre dans la rade de Porto-Vecchio avec Le Rusé et deux corsaires. À six heures du soir, le curé et les notables arborant une serviette blanche en guise de pavillon, viennent lui offrir la capitulation de la ville. La campagne de Corse prend ainsi virtuellement fin.
Rentré à Toulon, Raimondis chasse les pirates barbaresques sur les côtes de Provence. Le 4 août 1769, il bombarde Bizerte. L'opération réussit si bien que le Bey de Tunis se voit contraint de reconnaître que la Corse était bel et bien française. La paix signée, de Raimondis revient à Toulon, où il se marie le 10 octobre 1769, avec demoiselle Victoire de Clapier.
Promu capitaine de vaisseau en 1772, il prend le commandement de la frégate La Gracieuse et quitte Toulon en 1775, pour aller protéger les Français contre les forbans grecs, aux Échelles du Levant.

#### Guerre d'indépendance des États-Unis
Le 13 avril 1778, de Raimondis quitte Toulon à destination de l'Amérique, à bord du César, au sein de l'armée navale du comte d'Estaing. Le 8 juillet, la flotte arrive à l'embouchure du Delaware, au nord de Baltimore, et poursuit plusieurs navires ennemis. Le 8 août, elle force le détroit de New York et pénètre dans la baie du Connecticut, où mouillaient les forces britanniques. Les Anglais brûlent sept de leurs bâtiments et leurs magasins.
Le 16 août 1778, à la suite d'une furieuse tempête, le César alors séparé de son escadre est surpris, en pleine mer, par une frégate britannique HMS Iris. Un vif combat s'engage alors, il dure trois quarts d'heure. Au cours du combat Raimondis a le bras droit arraché par un boulet de canon.
Le 27 octobre 1778, de Raimondis débarque à Boston où il séjourne en convalescence durant deux mois pour permettre une cicatrisation complète de sa blessure. Le dimanche 10 janvier 1779, le conseil de l’État se réunit en séance extraordinaire pour recevoir de Raimondis et lui remet une épée d'honneur. Le lendemain, 11 janvier, La Fayette et Raimondis s'embarquent pour la France.
De retour dans sa patrie, il est nommé chef d'escadre. Le roi lui accorde le cordon rouge de commandeur de l'ordre de Saint-Louis et il reçoit, avec les félicitations de George Washington, les insignes de membres de l'Ordre de Cincinnatus.

### Fin de carrière
Lorsqu'il prend sa retraite, il totalise quarante-huit années de services révolues, 25 campagnes en mer dont 17 en temps de guerre et 7 combats au cours desquels il reçoit deux blessures : en 1747 à bord du Tonnant et en 1778 alors qu'il commande Le César (son bras droit est emporté par un coup de canon). À la Révolution, il doit se défendre devant le Corps législatif qui voulait rendre incompatible le fait de recevoir des pensions et un traitement (il perçoit alors une retraite correspondant à son grade de chef d'escadre).
Joseph-Louis de Raimondis-Allons meurt à Lorgues le 1er février 1801.

### Sources et bibliographie
- Louis-Pierre d'Hozier, Armorial général de la France, vol. 1 à 2, Firmin-Didot, 1738 (lire en ligne), p. 453
- Journal des débats et des décrets, vol. 28, Imprimerie Nationale, 1792, [lire en ligne], p. 147-148
- F. Mireur, « Anciennes notabilités militaires de Draguignan. Les Décorés de Saint-Louis », dans Bulletin de la Société d'études scientifiques et archéologiques de la ville de Draguignan, 1904-1905, tome 25, p. 419 (lire en ligne)
- Michel Vergé-Franceschi, Les Officiers généraux de la Marine royale : 1715-1774, Librairie de l'Inde, 1990, 3008 p., p. 797 et suiv.